# André Schneider
Pour les articles homonymes, voir Schneider.
André Schneider, né le 3 janvier 1947 à Strasbourg (Bas-Rhin), est un homme politique français.
André Schneider est principal de collège, aujourd'hui à la retraite. Il est député de la 3e circonscription du Bas-Rhin de 1997 à 2017 et maire de Hœnheim de 1995 à 2008. Ancien membre de l'UDR, RPR et de l'UMP, il est membre du parti Les Républicains et maire honoraire de Hœnheim depuis 2008.

## Mandats

### En cours
- Depuis 1997 : Député de la 3e circonscription du Bas-Rhin (réélu en 2002, 2007 et 2012).

Il soutient Jean-François Copé pour la primaire présidentielle des Républicains de 2016.

### Responsabilités en 2013

#### Commission permanente
- Affaires étrangères (membre)

#### Missions parlementaires
- Section française de l'assemblée parlementaire de la francophonie (vice-président)
- Commission des affaires européennes (secrétaire)

#### Fonctions judiciaires, internationales ou extra-parlementaires
- Conseil d'orientation stratégique du fonds de solidarité prioritaire(membre titulaire)
- Délégation française à l'assemblée parlementaire du conseil de l'europe (vice-président)

#### Ancienne fonction à l'Assemblée nationale
- Secrétaire de l'Assemblée nationale - du 27/06/2007 au 01/10/2008

#### Anciens mandats locaux
Conseil municipal de Hœnheim (Bas-Rhin)
- du 14/03/1971 au 14/03/1977 (Membre)
- du 14/03/1977 au 14/03/1983 (Adjoint au Maire)
- du 14/03/1983 au 12/03/1989 (Adjoint au Maire)
- du 20/03/1989 au 18/06/1995 (Adjoint au Maire)
- du 25/06/1995 au 18/03/2001 (Maire)
- du 19/03/2001 au 16/03/2008 (Maire)

- Communauté urbaine de Strasbourg (CUS)

Membre du 14/03/1983 au 19/03/1989 puis du 20/03/1989 au 18/06/1995 puis du 19/06/1995 au 18/03/2001
Vice-président du 19/03/2001 au 16/03/2008

## Distinctions
- Chevalier de la Légion d'honneur (2023)[2]